# Blasco Lanza D’Ajeta
Blasco Lanza d’Ajeta di Trabia (* 6. Juni 1907 in Florenz; † 19. November 1969  in Rom) war ein italienischer Diplomat.

## Leben
Blasco Lanza d’Ajeta di Trabia war das Patenkind von Esther Slater, der Frau von Sumner Welles.
Blasco Lanza d’Ajeta di Trabia heiratete am 8. Juni 1932 in Mailand Carla dei duchi Visconti di Modrone (* 8. November 1904 in Mailand; †  2. August 1984 Rom).
Er studierte an der Universität Florenz und trat 1932 in den auswärtigen Dienst, wo er beim Völkerbund und ab 1936 als Bürovorsteher von Galeazzo Ciano beschäftigt wurde. Durch römische Protokolle vom 18. Mai 1941 entstand italienisches Territorium, zwischen Adria und dem Unabhängigen Staat Kroatien. In Kroatien wurde ein großer Teil der etwa 30.000 jüdischen Einwohner ermordet. Gegen die Deportation von etwa 4.000 bis 5.000 Juden aus dem von Italien annektierten Gebiet leisteten italienische Persönlichkeiten, zu welchen Blasco Lanza d’Ajeta di Trabia gehörte, Widerstand.
Als Benito Mussolini von Ciano im Februar 1943 das Amt des Außenministers übernahm und diesen als Botschafter zum Heiligen Stuhl sandte, wurde Blasco Lanza d’Ajeta di Trabia dort Gesandtschaftssekretär.
Im Jahr 1944 wurde Blasco Lanza d’Ajeta di Trabia Gesandter der Regierung von Pietro Badoglio in Lissabon.
Von 1945 bis 1949 war er Gesandtschaftssekretär erster Klasse in London.
Vom 8. Mai 1952 bis 26. Februar 1955 arbeitete Lanza als Botschafter in Tokio.